# Frederikssundkredsen
Frederikssundkredsen er fra 2007 en genoprettet opstillingskreds i Nordsjællands Storkreds. I 1849-1918 var kredsen en valgkreds. Kredsen var nedlagt i mange år. I denne periode indgik området i andre opstillingskredse i Frederiksborg Amtskreds.

## Valgkreds 1849-1920
Kredsen blev oprettet i 1849 som en af 100 enkeltmandsvalgkredse til Folketinget. Det officielle navn var Frederiksborg Amts 5. Valgkreds. Ved oprettelsen bestod kredsen af følgende områder:
- Frederikssund købstad
- Ude Sundby Sogn og Oppe Sundby Sogn (Ude Sundby-Oppe SUndby Kommune, fra 1868 delt Ude Sundby Landdistrikt og Oppe Sundby Kommune)
- Slangerup Sogn (Slangerup Bykommune og Slangerup Landsogn)
- Uvelse Sogn (Uvelse Kommune)
- Jørlunde Sogn (Jørlunde Kommune)
- Græse Sogn og Sigerslevvester Sogn (Græse-Sigerslevvester Kommune)
- Snostrup Sogn (Snostrup Kommune)
- Ølstykke Sogn (Ølstykke Kommune)
- Stenløse Sogn og Veksø Sogn (Stenløse-Veksø Kommune)

og
- Skuldelev Sogn og Selsø Sogn (Skuldelev-Selsø Kommune)
- Ferslev Sogn og Vellerup Sogn (Ferslev-Vellerup Kommune)
- Skibby Sogn (Skibby Kommune (1842-1966))
- Kyndby Sogn og Krogstrup Sogn (Kyndby-Krogstrup Kommune)
- Gerlev Sogn og Dråby Sogn (Gerlev-Dråby Kommune)
- Orø Sogn (Orø Kommune)

Valgkredsens valgsted var i Frederikssund. Frederikssundkredsen blev nedlagt i 1918. De første 9 punkter på listen ovenfor (fra Frederikssund til og med Stenløse-Veksø) blev overflyttet til Hillerødkredsen. De sidste 6 punkter på listen (fra Skuldelev-Selsø til og med Orø) blev overflyttet til Frederiksværkkredsen.

### Folketingsmedlemmer valgt i Hillerødkredsen
De anførte kildehenvisninger i parentes henviser til bind og sidetal i værket Rigsdagens medlemmer gennem hundrede aar 1848-1948.
- C.E. Rotwitt 4. december 1849 — 8. februar 1860) (døde i embedet) (II, s. 170-171)
- Alexander Wilde 12. marts 1860 — 30. marts 1860 (suppleringsvalg, valget ikke godkendt) (II, s. 267-268)
- Theodor Hasle 14. juni 1860 — 14. juni 1861 (omvalg) (I, s. 203)
- Peder Pedersen 14. juni 1861 — 4. juni 1866 (II, s. 124)
- Hans Jensen 4. juni 1866 — 12. oktober 1866 (I, s. 240-241)
- Balthazar Christensen 12. oktober 1866 — 14. november 1873 (I, s. 90-91)
- Peder Pedersen (igen) 14. november 1873 — 25. april 1876
- J.L. Lassen 25. april 1876 — 3. januar 1879 (II, s. 11-12)
- Peder Pedersen (ikke samme Peder Pedersen som to gange ovenfor) 3. januar 1879 — 3. april 1901 (II, s. 124)
- Sigurd Berg 3. april 1901 — 20. maj 1910 (I, s. 33)
- Lars Pedersen Annisse 20. maj 1910 — 22. april 1918 (II, s. 120-121)

## Valgsteder 2015
Kredsen består pr. 18. juni 2015 af følgende kommuner og valgsteder:
1. Frederikssund Kommune
  1. Frederikssund Syd
  2. Frederikssund Nord
  3. Slangerup
  4. Skibby
  5. Jægerspris
2. Halsnæs Kommune
  1. Hundested Hallen
  2. Enghave Hallen
  3. Rådhuset
  4. Ølsted Hallen
  5. Melby Hallen

## Folketingskandidater
| Liste | Parti                       | Kandidat | Bemærk                                                                                |
| ----- | --------------------------- | --- | ------------------------------------------------------------------------------------- |
| A     | Socialdemokratiet           | Rasmus Stoklund |                                                                                       |
| B     | Radikale Venstre            | |                                                                                       |
| C     | Det Konservative Folkeparti | Mette Abildgaard |                                                                                       |
| D     | Nye Borgerlige              | Mette Thiesen, Jesper Hammer                                                                                            | Mette Thiesen er spidskandidat i samtlige opstillingskredse i Nordsjællands Storkreds |
| F     | Socialistisk Folkeparti     | Trine Torp |                                                                                       |
| I     | Liberal Alliance            | |                                                                                       |
| O     | Dansk Folkeparti            | Glen Madsen |                                                                                       |
| V     | Venstre                     | Hans Andersen |                                                                                       |
| Ø     | Enhedslisten                | Casper Pedersen |                                                                                       |
| Å     | Alternativet                | Christian Poll, Theresa Scavenius, Julie Katinka Herdal Molbech, Allon Hein Sørensen, Bina Aylen Seff, Susan Kjeldgaard | Er opstillet i samtlige opstillingskredse i Nordsjællands Storkreds                   |